# Eulachus niponia
Eulachus niponia is een keversoort uit de familie somberkevers (Zopheridae). De wetenschappelijke naam van de soort werd in 1879 gepubliceerd door George Lewis.